# 我的插班老師
《拉扎老师》（法語：Monsieur Lazhar）是2011年一部加拿大電影，由菲臘·法拉度執導，劇本改編自女演員兼劇作家  的話劇劇本《Bashir Lazhar》。電影獲提名第84屆奧斯卡金像獎最佳外語電影獎，2011年10月28日在加拿大首映，亦曾於2012年第三十六屆香港國際電影節公映三場。

## 劇情
故事發生在魁北克蒙特利爾，某日陽光普照，一名小學女教師在校內教室自殺身亡，來自阿爾及利亞的移民拉薩先生 (Bachir Lazhar) 走馬上任。初到貴境的他，發覺班房籠罩負面情緒，全班充塞死亡的反彈情緒，尤其兩個生性敏感的孩子。校長要學生忘記，拉薩想他們面對。他家破人亡的過去，政治庇護的命運，和孩子天線相通。沒有高高在上，拉薩和孩子同步療傷，點破暴力，破禁死亡。本來沉痛的題材，在歡愉的課堂鐘聲中輕輕化開。

## 演員
- Mohamed Fellag 飾演 巴席·拉札(Bachir Lazhar) ，來自阿爾及利亞的代課老師
- 飾演 愛麗絲(Alice)，學生
- 飾演 西蒙(Simon)，學生
- 飾演 法雍庫(Madame Vaillancourt)，校長
- 飾演 克蕾(Claire Lajoie)，女教師
- Marie-Ève Beauregard 飾演 馬希費德西（Marie-Frédérique），學生
- Évelyne de la Chenelière 飾演 愛麗絲的母親，擔任飛機駕駛員（亦即本電影劇本原著作者）
- Vincent Millard 飾演 維多(Victor)，學生
- Seddik Benslimane 飾演 阿德馬勒(Abdelmalek)，學生
- Louis-David Leblanc 飾演 波西斯(Boris)，學生
- Marianne Soucy-Lord 飾演 香奈(Shanel)，學生
- Jules Philip: 飾演 嘉斯東(Gaston)，教師

## 反响
截至2012年5月20日，本片在北美洲累積票房達1,287,356美元，其他地方則達219,938美元，合計1,507,294美元。截止6月8日总票房为292万美圆。另外，本片普遍獲得不俗評價，例如在爛番茄網站中86個影評中，獲得92&的影評人肯定，並得到8.2/10的評分。至於在另一網站 Metacritic 的29個影評中獲取83分不俗分數。

## 獎項
2011年九月，本片獲選代表加拿大競逐第84屆奧斯卡金像獎最佳外語獎。2012年1月18日，大會公佈本片成為九套候選電影之一，六日後再下一城，入圍最後五強，是繼上一年度入圍第83屆奧斯卡金像獎的後，連續第二年獲提名該獎項的加拿大作品。另外，本片在各大影展及電影頒獎禮中屢獲殊榮，部分獎項名單如下：
- 2012年魁北克 ：最佳電影、導演、編劇、男配角、女配角、音樂、聲音 [8]
- 2011年多倫多國際電影節：最佳加拿大電影[9]
- 第32屆加拿大電影大獎 Genie Award (32nd Genie Awards): 最佳電影、導演、男主角、女配角、改編劇本、剪接[10]；特別一提，年僅十一歲的 Sophie Nélisse 是自1991年憑電影贏取最佳女配角獎的 後，該獎項最年輕得主。
- 第64屆瑞士羅加諾國際影展：Variety Piazza Grande Award, UBS Audience Award
- 2012年鹿特丹國際電影節 (International Film Festival Rotterdam)：UPS Audience Award
- 第三十六屆香港國際電影節：天主教文化獎 [11]

## 外部連結
- 互联网电影数据库（IMDb）上《我的插班老師》的资料（英文）
- Box Office Mojo上《我的插班老師》的資料（英文）
- 爛番茄上《我的插班老師》的資料（英文）
- Metacritic上《我的插班老師》的資料（英文）
- 豆瓣电影上《我的插班老師》的資料 （简体中文）